# 丹比村 (広島県)
丹比村（たんぴむら）は、広島県高田郡にあった村。現在の安芸高田市の一部にあたる。

## 地理
- 河川：多治比川[1]

## 歴史
- 1889年（明治22年）4月1日、町村制の施行により、高田郡相合村、山部村、西浦村、多治比村が合併して村制施行し、丹比村が発足[2][3]。
- 1953年（昭和28年）4月1日、高田郡吉田町、可愛村、郷野村と合併し、吉田町が存続して廃止された[2][3]。

### 地名の由来
『和名類聚抄』に記載の丹比（たじひ）郷による。

## 産業
- 農業[2]